# Bicaz
Bicaz (ungarisch Békás) ist eine Kleinstadt im Kreis Neamț in der Westmoldau in Rumänien.

## Lage
Bicaz liegt am Ostrand des Ceahlău-Gebirges, das ein Teil der Ostkarpaten ist. An den Nationalstraßen Drum național 12C und Drum național 15, ist die Stadt etwa 25 Kilometer in westlicher Richtung von der Kreishauptstadt Piatra Neamț entfernt.

## Geschichte
Bicaz war bis 1960 ein Dorf, als der Ort im Zusammenhang mit der Anlegung des Stausees Izvorul Muntelui an der Bistrița (Bistritz) zur Stadt erhoben wurde.

## Bevölkerung
Die Stadt hatte 2002 8428 Einwohner, davon sind 96,02 % Rumänen und 3,61 % Roma 0,37 % gehören zu sonstigen ethnischen Gruppen. Dementsprechend sind 96,58 % der Einwohner rumänisch-orthodoxen und 1,69 % römisch-katholischen Glaubens (alle Angaben 2002).

## Sehenswürdigkeiten
Der in Bicaz verarbeitete Kalk wird westlich der Stadt kurz vor dem Eingang zur Bicaz-Klamm abgebaut. In diesem Gebiet befindet sich auch die Tropfsteinhöhle Peștera Munticelu. Durch die tief eingeschnittene Schlucht der 10 Kilometer langen Bicaz-Klamm (Cheile Bicazului), deren Felswände zum Teil über 100 Meter senkrecht empor ragen, führt in südwestlicher Richtung eine Passstraße hinauf zum etwa 30 Kilometer entfernten Roten See (Lacul Roșu). Dieser wurde im Jahre 1837 durch einen Erdrutsch aufgestaut. Noch heute ragen die Stümpfe der Bäume aus dem See.
Etwa vier Kilometer nördlich liegt der Stausee Izvorul Muntelui, der mit etwa 35 km² der größte Stausee Rumäniens ist. Hier bietet sich ein weitreichender Blick in die Ostkarpaten.

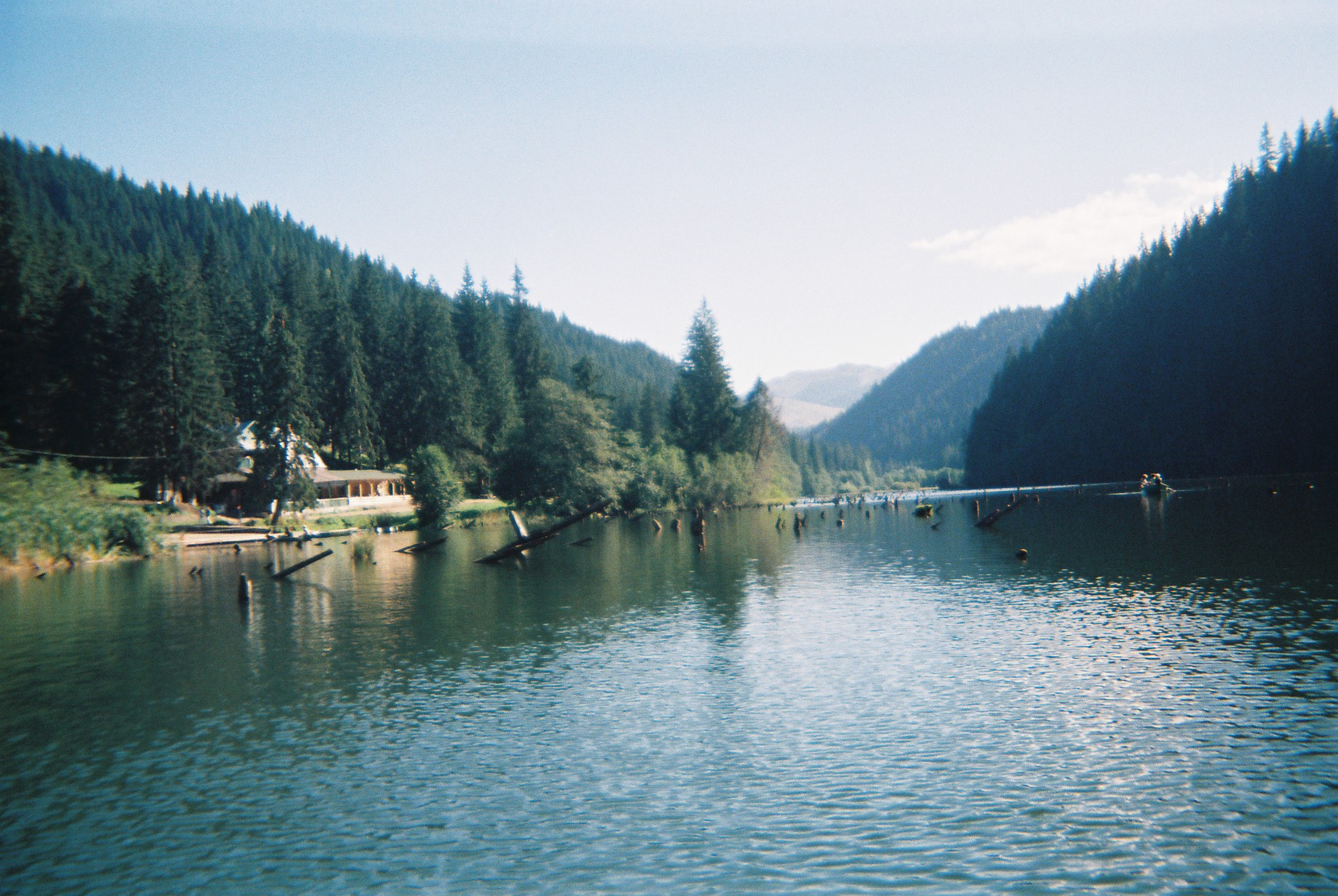
Der Lacul Roșu (Roter See)
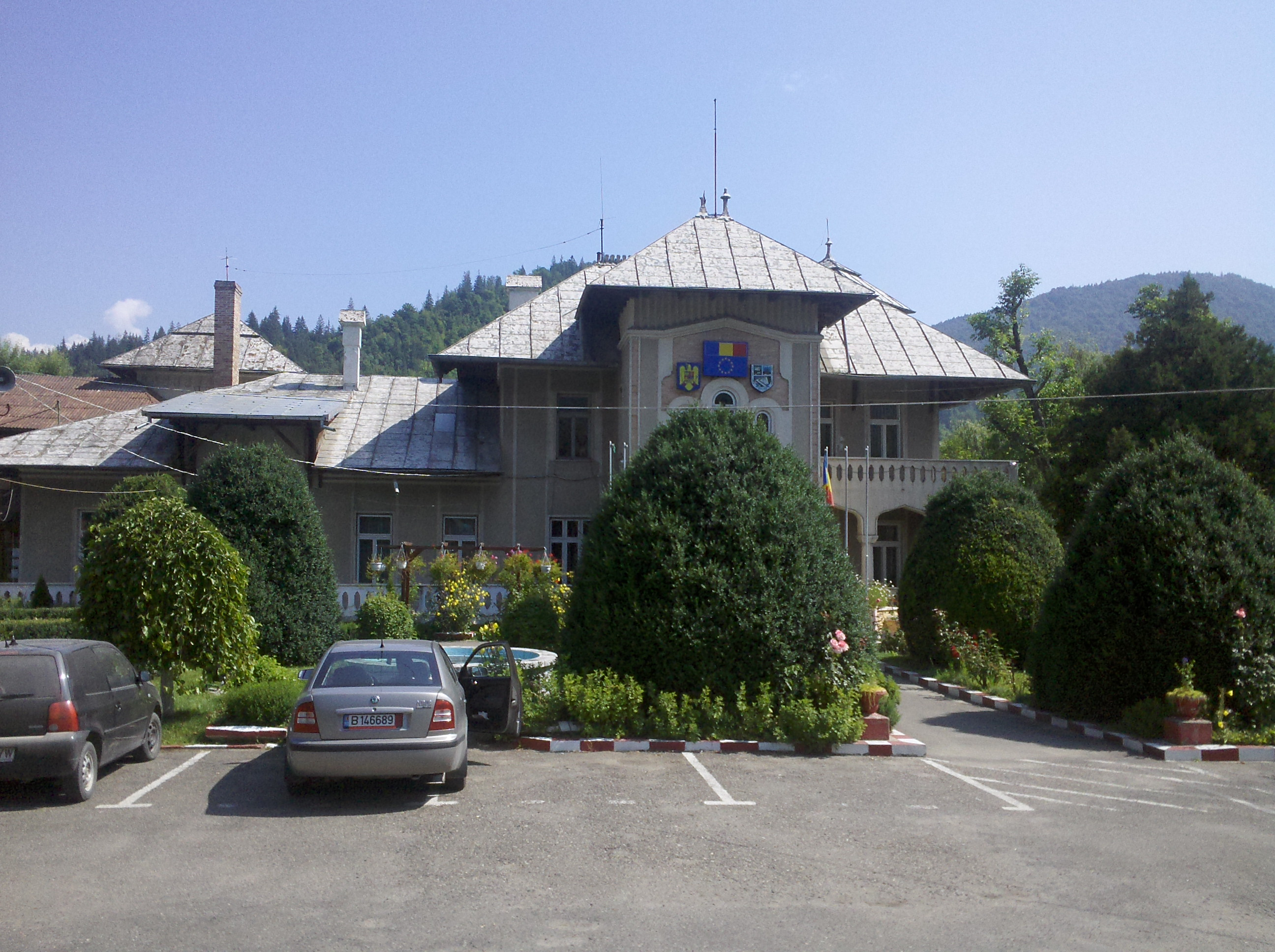
Bürgermeisteramt
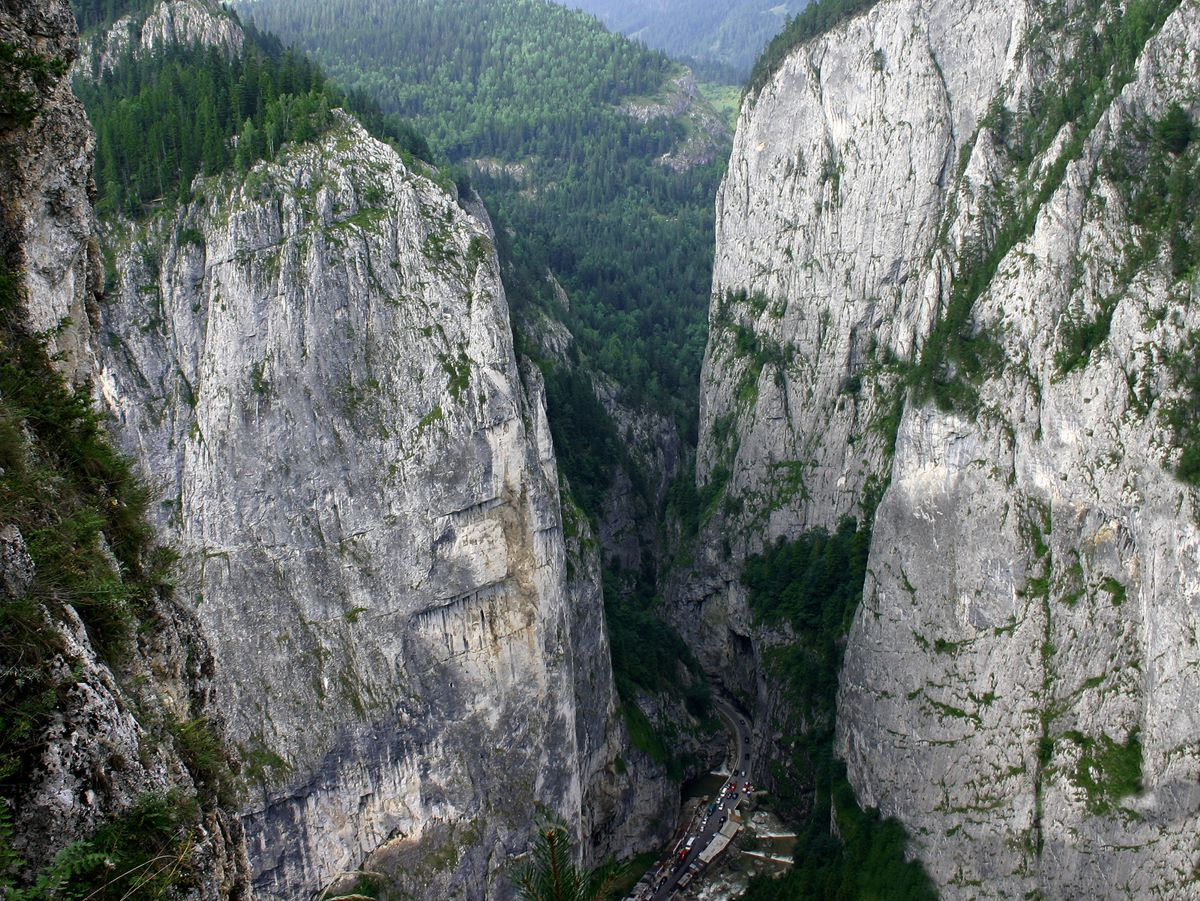
Bicaz-Klamm
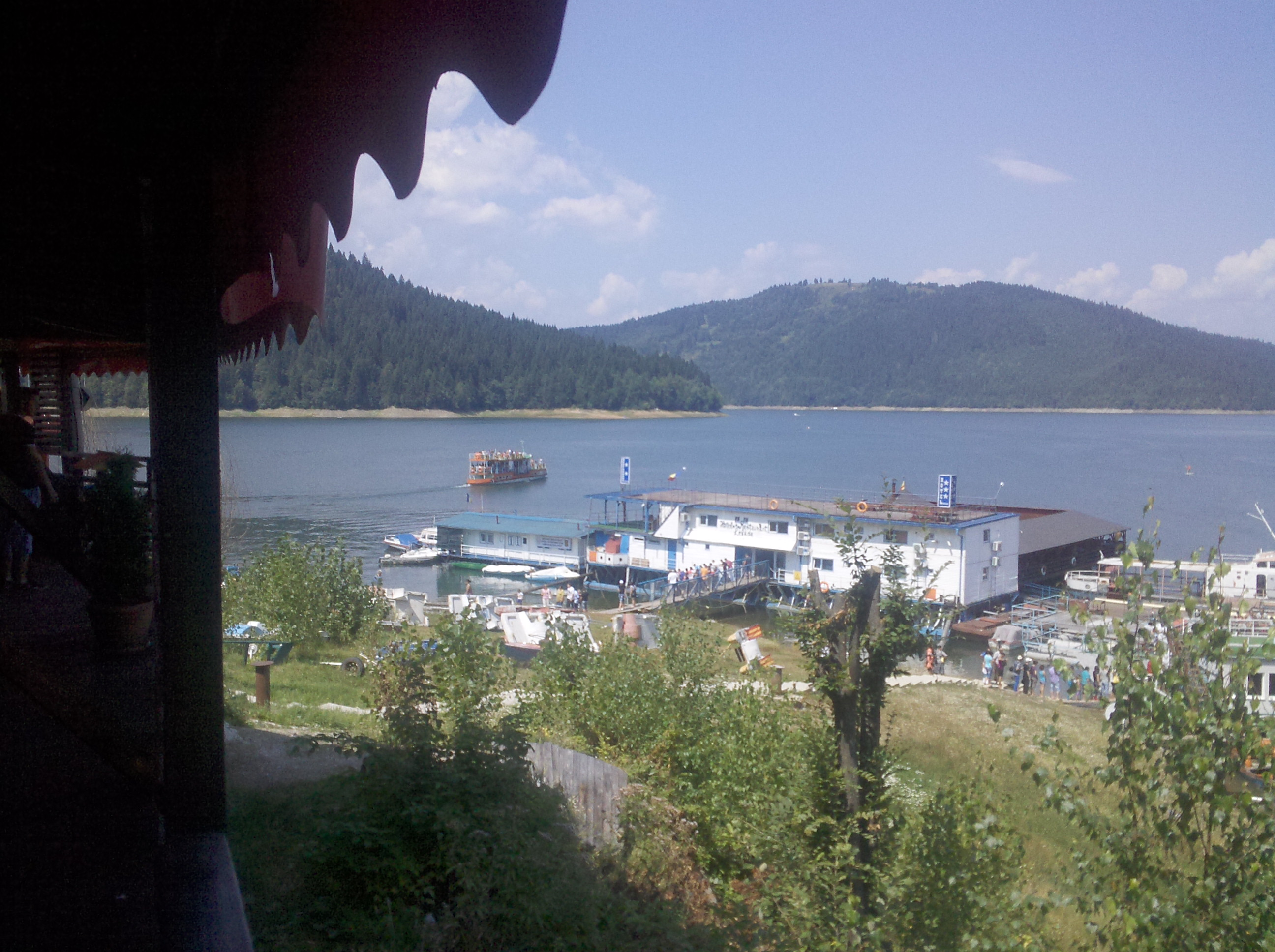
Stausee (2011)